# Assis Brasil (kommun)
Assis Brasil är en kommun i Brasilien.   Den ligger i delstaten Acre, i den västra delen av landet, 2 400 km väster om huvudstaden Brasília. Antalet invånare är 6 075.
I omgivningarna runt Assis Brasil växer i huvudsak städsegrön lövskog. Trakten runt Assis Brasil är nära nog obefolkad, med mindre än två invånare per kvadratkilometer.